# Aerasconetia
× Aerasconetia, (abreviado Aescta) en el comercio, es un híbrido intergenérico entre los géneros de orquídeas Aerides × Ascocentrum × Neofinetia. Fue publicado en Orchid Rev. 86(1016) cppo: 8 (1978).